# Flipper d'Elle
Flipper d'Elle (né le 15 mars 1993, mort le 26 octobre 2020) est un cheval de race Selle français avec une robe baie, qui s'est distingué en saut d'obstacles.
Né chez Alexis Pignolet au sein du Haras d'Elle dans le département de la Manche, il est considéré comme un génie du saut d'obstacles, notamment en raison de sa petite taille. Flipper d'Elle est révélé par son cavalier Laurent Goffinet, qui l'amène à son plus haut niveau.

## Histoire
Flipper d'Elle naît le 15 mars 1993 au Haras d'Elle, sur la commune de Moon-sur-Elle, en Normandie. D'après Hubert, le fils d'Alexis : « Flipper d’Elle*HN a été élevé au milieu des autres poulains de sa génération. Il y avait 20 naissances cette année-là, dont 8 mâles. Il était assez chaud. À 3 ans, il montrait de la qualité en étant styliste et respectueux ».
Flipper d'Elle est officiellement approuvé comme étalon et mis à la reproduction en France depuis 1997. L'étalon des Haras nationaux a 3 ans et demi lorsqu'il est confié au cavalier normand Laurent Goffinet. Il est d'ailleurs son seul et unique cavalier, ce qui leur permet de construire une relation très solide.

### Carrière sportive
Sa carrière sportive débute à 4 ans. Il est finaliste de la grande finale à Fontainebleau à 4, 5 et 6 ans. Avant la Grande Semaine de Fontainebleau 1999, il est notamment titulaire de 19 parcours sans faute. Flipper d'Elle a effectué toute sa carrière sportive avec son cavalier Laurent Goffinet, avec qui il a été très régulièrement classé. Il obtient d'ailleurs la meilleure performance française lors de l'épreuve de vitesse des Jeux Equestres Mondiaux de 2006 à Aix-la-Chapelle en terminant 6e et est aussi vainqueur de l'épreuve internationale CSIO***** de ce même concours. Il a ensuite remporté la Coupe des Nations et une épreuve du CSIO***** de Gijón, une épreuve du CSI**** de Brême, les 2 épreuves les plus importantes du CSI*** de Saint-Lô en octobre, dont le Grand Prix. Il a à son actif 66 victoires et plus de 440 000 euros de gains.
En accord avec les Haras nationaux, Laurent Goffinet recupère ce cheval chez lui après chaque fin de saison de reproduction.

### Blessure et mise à la retraite
En novembre 2008, après un examen complet réalisé au Centre d'Imagerie et de Recherche sur les Affections Locomotrices Equines (CIRALE), les Haras nationaux décident de mettre un terme à sa carrière sportive. Depuis le mois de juin de la même année, Flipper d'Elle souffre d'une tendinite persistante au postérieur droit. D'après son cavalier : « Je ne m’explique pas trop cette blessure si ce n’est qu’un matin, lors du concours de Canteleu, nous avons retrouvé Flipper déferré dans son boxe. On peut dès lors imaginer qu’il se soit coincé dans son boxe durant la nuit, occasionnant un effort traumatisant qui lui laisse donc des séquelles. Indépendamment de ce handicap qui tardait à se résorber, le cheval est en excellente forme générale à 15 ans ». »
Flipper d'Elle fait officiellement ses adieux au salon des étalons de Saint-Lô, en 2009. Lors de cet événement, les adieux de Flipper sont mis en scène. Douze personnes vêtues de blanc, portant toutes une écharpe affichant une des 12 années de carrière du couple, se présentent sur la piste pendant qu'une voix raconte leurs performances, illustrées d’un film sur écran géant. Tous ceux qui ont, de près ou de loin, joué un rôle dans la carrière du cheval, sont chaudement remerciés.

### Vente à France Étalons
En raison de la fermeture de la société publique France Haras, annoncée le 22 mai 2014, l'avenir de Flipper d'Elle reste incertain, tout comme celui d'autres étalons tels que Mylord Carthago et Padock du Plessis. Laurent Goffinet et son épouse Elise ont fait part de leur souhait de le racheter afin qu'il vive sa retraite chez eux, en Normandie. Le Ministère de l'Agriculture refuse de vendre les étalons séparément, et propose des lots. Flipper d'Elle fait donc partie d'un lot de Selle Français et facteur de SF comprenant 19 étalons et un lot de trotteurs français regroupant 7 étalons. Elise Goffinet lance un appel via les réseaux sociaux pour permettre à Laurent de retrouver « son » cheval.
Le 31 octobre 2014, l'Institut français du cheval et de l'équitation déclare dans son communiqué de presse que l'étalon Flipper d'Elle ainsi que les 19 autres Selle Français et 7 Trotteurs français du lot sont vendus à la SARL France étalons. Cette SARL a été fondée fin 2014 par deux docteurs vétérinaires, Michel Guiot et Denis Hubert, afin de relever le défi de racheter les étalons pour qu'ils restent en France.
Flipper d'Elle meurt le 26 octobre 2020, vraisemblablement de vieillesse, après trois semaines de soucis d'alimentation.

## Description
Flipper d'Elle est un étalon Selle français de robe baie, mesurant 1,64 m.
Sa petite taille est la source de nombreuses critiques, avant qu'il ne soit valorisé par Laurent Goffinet.

## Palmarès
2000
- Vice-champion de France des Chevaux de 7 ans à Fontainebleau[16]

2001
- 1er du Grand Prix du CSI-C d’Auvers[16]

2002
- 1er du Criterium National PRO 1 à Fontainebleau[16]

2003
- 1er du Grand Prix du CSI*** de La Courneuve[16]
- 1er par équipe du CSIO***** (6e étape de la Samsung Super Ligue) à Dublin (IRL)[16]
- 2e par équipe du CSIO***** (7e étape de la Samsung Super Ligue) à Rotterdam (HOL)[16]
- Membre de l’équipe vainqueur de la Samsung Super Ligue 2003[16]
- 1er du Grand Prix du CSI*** de Saint-Lô[16]

2004
- 1er de l’épreuve Internationale du CSI 3* de Chantilly[17]
- 2e de l’étape Coupe des Nations et 9e du Grand Prix du CSIO 5* de Dublin[17]
- 2e de l’étape Coupe des Nations du CSIO 5* d’Hickstead[17]
- 1er de l’étape Coupe des Nations du CSIO 5* de Rotterdam (NED)[17]
- 1er de la Pro 1 Grand Prix de Cluny[17]
- 4e du Grand Prix du CSI 3* de Maubeuge[17]
- 3e de la Pro 1 Grand Prix de Sainte Mère Église[17]

2005
- 6e du Grand Prix du CSI 3* de Saint-Lô[17]
- 1er du Grand Prix du CSI 3* de Chantilly[17]
- 2e du Championnat de France Pro 1 de Fontainebleau[17]
- 1er du Grand Prix du CSI 2* de Deauville[17]
- 1er de l’étape Coupe des Nations du CSIO 5* de St Gall (SUI)[17]
- 3e de l’étape Coupe des Nations du CSIO 5* de La Baule[17]
- 1er du Grand Prix du CSI 2* du Mans[17]
- 1er de l’épreuve Internationale du CSI 3* de Saint-Lô[17]
- 2e de l’étape Coupe des Nations du CSIO 5* de Barcelone (ESP)[17]

2006
- 1er du Grand Prix du CSI 3* de Saint-Lô[17]
- 1er du Grand Prix du CSI 4* de Brême (Allemagne)[17]
- 5e de la Pro 1 Grand Prix de Saint-James[17]
- 1er de l’étape Coupe des Nations et de l’épreuve Internationale de Gijón (ESP)[17]
- 2e du Championnat de France Pro 1 de Fontainebleau[17]
- 1er du Grand Prix du CSI 3* de Deauville[17]
- 1er de la Pro 1 Grand Prix d’Hérouville-Saint-Clair[17]
- 1er de l’épreuve Internationale et 6e de l’étape Coupe des Nations du CSIO 5*   d’Aix-la-Chapelle (Allemagne)[17]
- 9e du Grand Prix du CSI 5* de La Baule[17]
- 7e du Grand Prix du CSI 2* d’Hardelot[17]

2007
- 1er de la Pro 1 Grand Prix de Canteleu[17]
- 5e de l’étape Coupe des Nations du CSIO 5* de La Baule[17]
- 1er du Grand Prix du CSI 3* de Fontainebleau[17]
- 10e du Grand Prix du CSI 2* d’Arezzo[17]

2008
- 2e de la Pro Élite Grand Prix de Cabourg[17]
- 1er de l’épreuve Grand Prix du CSI 4* de Franconville[17]
- 1er de la Pro Élite Grand Prix d’Hérouville-Saint-Clair[17]
- 1er de la Pro 1 Grand Prix d’Hérouville-Saint-Clair[17]
- 4e de l’étape Coupe des Nations du CSIO 4* de Linz (AUS)[17]
- 7e de la Pro Élite Grand Prix de Chantilly[17]
- 7e de la Pro Élite Grand Prix de Marnes la Coquette[17]

## Origines
D'après Hubert, le fils d'Alexis, commentant la généalogie de Flipper d'Elle « Sa mère était très qualiteuse, mais délicate à monter.

## Descendance
À la suite de l'interruption brutale de sa carrière de sportif, Flipper d'Elle est consacré à plein temps à son activité de reproducteur. De 2009 à 2014, Flipper d'Elle est loué chaque année à des étalonniers de différentes régions de France. Au total, jusqu'en 2014, il a effectué 17 années de monte en France et sailli 2054 juments, dont 65 en 2013. Pour la saison 2015, Flipper d'Elle se trouve au Haras de la Bouloye, dans le Pas-de-Calais.
Il est le père de 772 poulains indicés sur 1074 en âge de l’être, dont 23 à plus de 150, parmi lesquels Lucrate d’Eau Grenou ISO 166 (2011), Master de Menardière Iso 162 (2013), Milos du Plain ISO 163 (2010), Mobis des Islots ISO 164 (2010), Nouba de la Botte ISO 160 (2009), Prince des Vaux ISO 171 (2013), Olipper Schervil ICC 157. Il a une production confirmée tant en CSO qu’en CCE. Il est également le père de plusieurs gagnants en CSI5*.
Pour la seule saison de monte 2003, Flipper d'Elle a servi 191 juments.
Parmi sa progéniture, il y a plus de 80 gagnants en CSI et de très nombreux performers en concours, dont :
- Glock’s Prince des Vaux, CSIO5* et CSI-W avec Dieter Koefler, ISO 171(13)
- Master de Ménardière, CSIO5* et CSI-W avec Hans Dieter Dreher, ISO 162(13)
- Royal des Bissons, CSIO3* avec Astrid Kneifel
- Lucrate d’Eau Grenou, CSIO4* sous selle Qatari, Médaille d’Argent par équipe aux Jeux Méditerranéens 2009, ISO 166(11)
- Lapidus de Launay, CSIO5* avec Giuseppe Rolli, ISO 151(09)
- Milos du Plain, CSI4* avec Natale Chiaudani, ISO 163(10)
- Pléiade Heutière ISO 140(10), Championne des 7 ans, CSI3*, Médaille d’Or par équipe aux Championnats d’Europe Junior 2013 avec Fiona Meier
- La Luna du Thot ISO 159(06)
- Mon Flipper ISO 153(09)
- Nuggets l’Amandour ISO 158(11)
- Nouba de la Botte ISO 160(09)
- Nautilus de France ISO 152(10)
- Nausica Tame ISO 156(12)
- Orizon de Brunel ISO 153(12)
- Ogalo ISO 153(10)
- Obisco des Rondets ISO 151(12)
- Orage des Vaux ISO 151(13)
- Orange du Ry, 6e du Championnat du Monde des 5 ans à Lanaken sous la selle de Pedro Nolasco
- Quel Chanu ISO 151(13)

Il compte également de très bons gagnants en CCE tels Madiran du Liot, vainqueur du Critérium Pro Elite à Pompadour en 2013, ICC 151(08), Olipper Schervil ICC 157 (13), Phoenix d’Amigny ICC 144(13), Quick de Langers ICC 141(12)... Il est classé 26e meilleur père au Ranking CCE WBFSH en 2013.
Flipper d'Elle est aussi le père des étalons Napoléon du Chanu, ISO 143(10), Nelson des Forêts ISO 120(05), Orient d’Elle ISO 149(12), Romando de l’Abbaye ISO 136(10)
En mai 2014, Flipper d’Elle est classé 20e père de gagnants en cycle classique. Ses meilleurs produits évoluant 
sur la scène internationale sont Lucrate d’Eau Grenou, Royal des Bissons, Quel Chanu, Prince des Vaux, Nuggets l’Amandour, Mon Flipper, Nikita du Luot, Milos du Plain et Pleiade Heutiere, qui figurent tous 
sur la liste WBFSH des chevaux gagnants en CSI.